# Alma Thomas

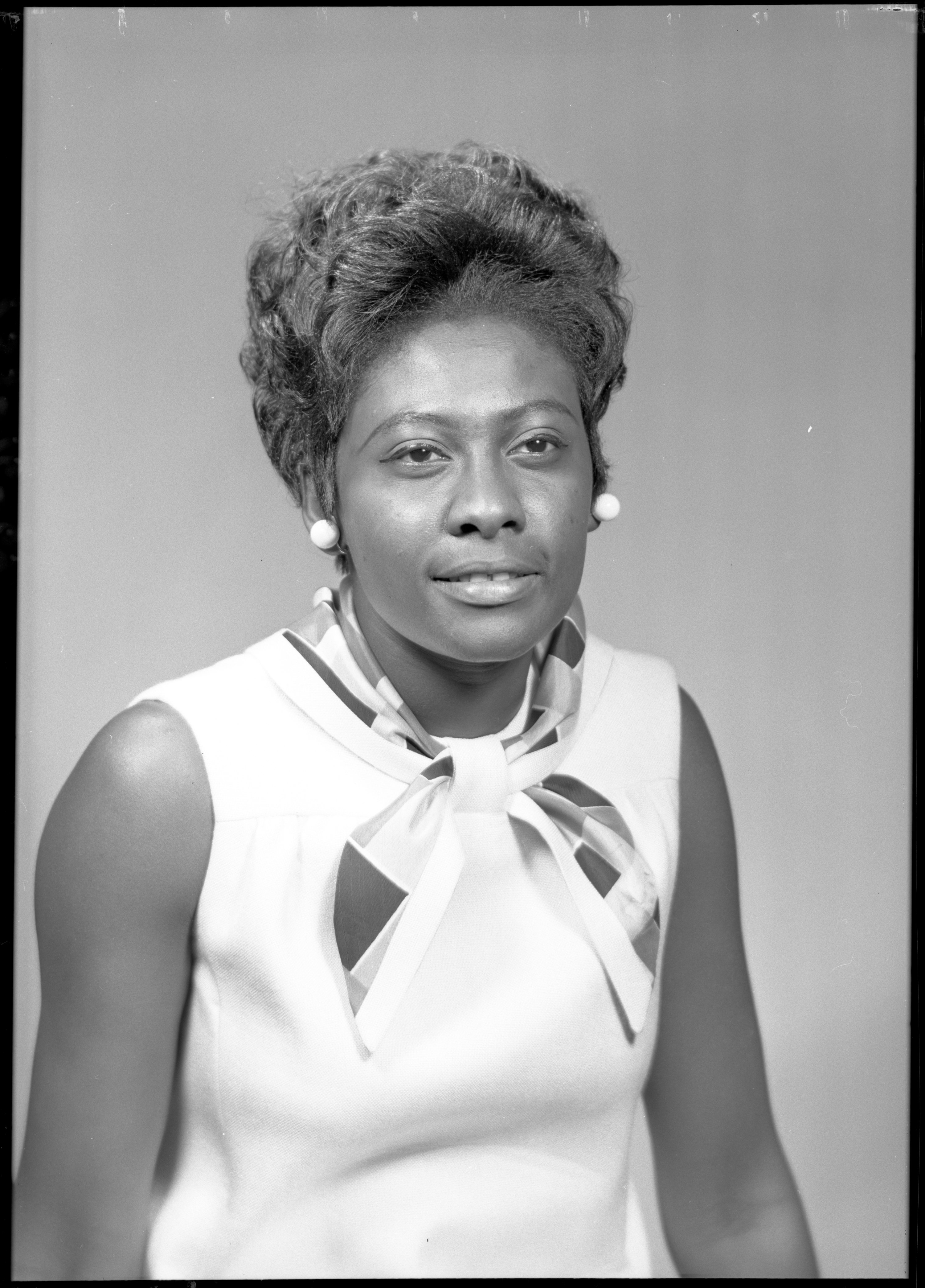
Alma Thomas, 1969

Alma Woodsey Thomas (* 22. September 1891 in Columbus, Georgia; † 24. Februar 1978 in Washington, D.C.) war eine afroamerikanische Malerin und Kunstpädagogin. Sie gilt als bedeutende Vertreterin der abstrakten Malerei in den USA und war die erste afroamerikanische Frau, die eine Einzelausstellung im Whitney Museum of American Art erhielt.

## Leben
Alma Thomas wurde 1891 als älteste von vier Töchtern einer gebildeten Familie in Columbus, Georgia, geboren. Ihr Vater war Geschäftsmann, ihre Mutter Modedesignerin. Aufgrund der Rassenunruhen, insbesondere des Atlanta Race Riot von 1906, zog die Familie 1907 nach Washington, D.C., wo Alma Thomas den größten Teil ihres Lebens verbrachte. Sie war 1924 die erste Absolventin des neu gegründeten Kunstprogramms der Howard University und erwarb später einen Master-Abschluss in Kunsterziehung an der Columbia University. Über 35 Jahre lang unterrichtete sie Kunst an der Shaw Junior High School in Washington, D.C., bevor sie sich 1960 zurückzog, um sich ganz der Malerei zu widmen.

## Werk
Alma Thomas begann ihre künstlerische Laufbahn mit figurativen Werken im postimpressionistischen Stil. In den 1950er Jahren wandte sie sich, beeinflusst durch ihr Studium an der American University, der abstrakten Malerei zu. Ihre Werke zeichnen sich durch leuchtende Farben und rhythmische, mosaikartige Muster aus, die oft in konzentrischen Kreisen oder vertikalen Streifen angeordnet sind. In den 1960er Jahren entwickelte sie ihre Space Paintings, die von der Raumfahrt und astronomischen Phänomenen inspiriert sind. Werke wie Orion spiegeln ihre Faszination für das Universum wider. Thomas’ Technik bestand darin, Bleistiftlinien auf die Leinwand zu zeichnen, die sie bewusst sichtbar ließ, um die Struktur ihrer Kompositionen zu betonen. Alma Thomas Werk wurde mit byzantinischen Mosaiken und dem Pointillismus verglichen und zeigt Einflüsse von Künstlern wie Henri Matisse und der Washington Color School. Trotz ihrer Zugehörigkeit zur afroamerikanischen Gemeinschaft konzentrierte sich Alma Thomas in ihrer Kunst auf universelle Themen wie Schönheit und Harmonie und nicht auf politische Aussagen.